# Секисов, Геннадий Валентинович
 Геннадий Валентинович Секисов (17 апреля 1931, с.Онон-Борзя, Александрово-Заводский район Читинская область — 8 августа 2021, п.Нахабино, Красногорский район (Московская область)) — советский и российский учёный в области горного дела. Заслуженный деятель науки РФ. Действительный член Академии горных наук и Международной академии минеральных ресурсов, член-корреспондент Национальной академии наук Республики Киргизия, профессор, доктор технических наук, директор Института горного дела ДВО РАН (1988—1993).

## Биография
Родился 17 апреля 1931 года в с. Онон-Борзя Александрово-Заводского района Читинской области.
В 1953 году с отличием окончил горный факультет Московского института цветных металлов и золота и поступил в аспирантуру этого института.
В 1957 году после окончания аспирантуры защитил кандидатскую диссертацию по технологии разработки многолетнемерзлых россыпей золота, а затем был принят научным сотрудником в П/я г. Москва, где разработал и внедрил технологию разработки жильных месторождений с использованием наклонных скважин малого диаметра.
С 1960 по 1988 годы работал сначала старшим научным сотрудником Института горнорудных работ и металлургии АН Киргизской ССР, а затем в Институте физики и механики горных пород Академии наук Киргизской ССР в должности зав. лабораторией и заместителя директора по научной работе.
В 1975 году защитил диссертацию на соискание ученой степени доктора технических наук, посвященную решению проблемы создания научных основ повышения полноты выемки и качества добываемых руд на карьерах.
Начиная с 1988 года и до ухода из жизни работал в Институте горного дела Дальневосточного отделения Российской академии наук (ИГД ДВО РАН, г. Хабаровск), который возглавлял в период с 1988 по 1993 годы.
С 1998 — научный советник в ИГД ДВО РАН и профессор кафедры открытых горных работ Читинского государственного технического университета.
С 2003 года — профессор ТОГУ, г. Хабаровск.
Скончался 8 августа 2021 года в п.Нахабино Московской области, где и был похоронен.

## Научная деятельность
Автор более 400 научных работ, в том числе 20 монографий и 55 патентов.
Разработал научные основы формирования, освоения и сохранения минеральных объектов и минеральной подготовки, методы количественной оценки полноты и качества извлекаемых руд из массивов, а также высокоэффективные ресурсосберегающие технологии раздельной выемки руд и пород на карьерах.
Обосновал рациональные технологические методы и параметры открытой разработки многолетнемерзлых и талых россыпей, разработал прогрессивную технологию селективной добычи руд с использованием наклонных скважин малого диаметра.
Обосновал междисциплинарное научное направление — формирование, освоение и сохранение минеральных объектов.
Создал научную школу в области рационального освоения недр при открытой разработке рудных, угольных и нерудных месторождений. Подготовил 18 докторов и 25 кандидатов наук.

## Общественная деятельность
- Организатор Дальневосточного отделения Международной академии минеральных ресурсов (МАМР) и Забайкальского отделения Академии горных наук (АГН).
- Выступал за сохранение положения и роли Российской академии наук в связи с предпринимавшейся попыткой её ликвидации[5].

## Награды и премии
- Лауреат Государственной премии Киргизской ССР в области науки и техники — за создание и внедрение эффективной и безопасной технологии разработки рудных месторождений Киргизии (1984)[6][7].

## Звания
- Почетное звание «Заслуженный деятель науки РФ» (2002)
- Действительный член Академии горных наук (1996)
- Действительный член Международной академии минеральных ресурсов (1995)
- Член-корр. АН Киргизской ССР (1980)[8]

## Семья
- Жена — Секисова Ирина Вениаминовна. После окончания в 1959 году института иностранных языков (г. Москва) работала старшим преподавателем английского языка в АН Киргизской ССР, с 1989 до выхода на пенсию — старшим преподавателем английского языка в ИЭ ДВО РАН.
- Сын — Секисов Артур Геннадьевич (26 мая 1958 года). Д.т. н., директор Читинского филиала ИГД СО РАН.